# Serge Telle

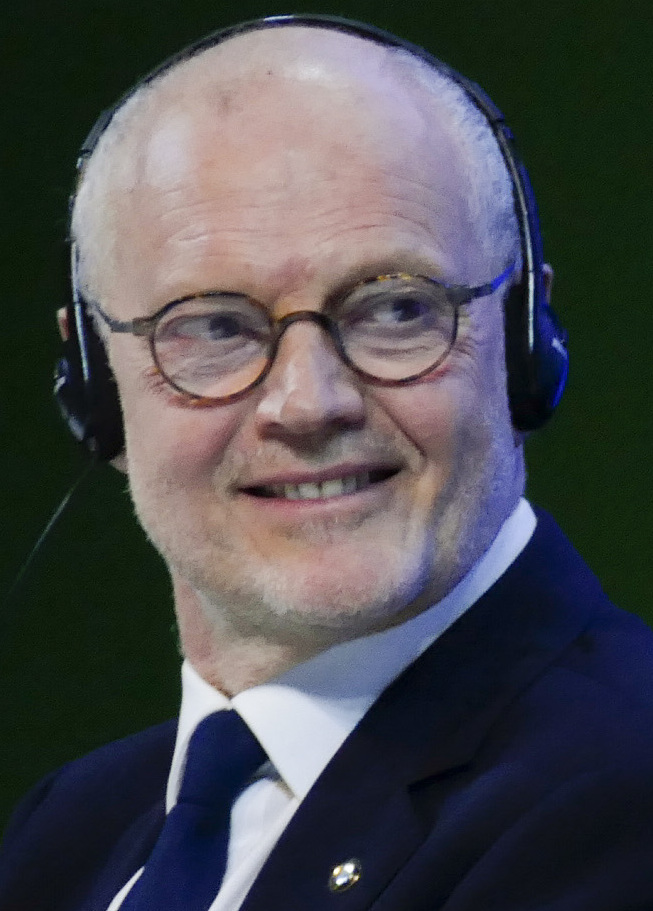
Serge Telle

Serge Telle (Nantes, 5 mei 1955) is een Franse diplomaat. Hij diende van 2016 tot 2020 als de regeringsleider van Monaco.

## Biografie
Telle werd in 1955 geboren als zoon van een ingenieur. Hij studeerde af aan de prestigieuze hogeschool Sciences Po, maar behaalde later ook een graad in het Swahili en eentje in de rechten.
In 1982 trad hij in dienst bij het Franse ministerie van Buitenlandse Zaken, aanvankelijk als tweede secretaris van de ambassade in Dar es Salaam. Vanaf 1984 was hij eerste secretaris van de Franse vertegenwoordiging bij de Verenigde Naties. Van 1988 tot 1992 was hij diplomatiek adviseur van staatssecretaris Bernard Kouchner. Aansluitend had hij een verscheidenheid aan diplomatieke en bestuursfuncties. Van 2016 tot 2020 was hij de regeringsleider van Monaco, een functie die wel vaker door een Fransman wordt bezet.